# یواس‌اس دفاینس (ای‌ام‌سی-۷۳)
یواس‌اس دفاینس (ای‌ام‌سی-۷۳) (به انگلیسی: USS Defiance (AMc-73)) یک کشتی بود که طول آن ۹۷ فوت ۱ اینچ (۲۹٫۵۹ متر) بود. این کشتی در سال ۱۹۴۱ ساخته شد.